# Фиджи-индийцы
Фиджи-индийцы — один из двух основных народов на островах Фиджи. Численность — 345 тыс. чел. Составляют 49,6 % населения страны. 75 % из них — индоарийцы, остальные дравиды (тамилы и телугу).
Основным языком является так называемый фиджийский хинди, основанный на диалектах восточного хинди. Также в быту распространены языки бихари, бенгальский, пенджаби, тамильский и телугу. Межэтническим языком общения с коренными фиджийцами является английский.
Религия — индуизм, немногие — мусульмане.

## Происхождение
Индийцы завозились на острова колонизаторами в качестве законтрактованных рабочих для работы на плантациях сахарного тростника, кокосовой пальмы с 1879 до 1916 года. Практически не смешиваются с коренными фиджийцами и сохраняют традиционную культуру.

## Зона расселения
Север и запад острова Вити-Леву, север острова Вануа-Леву, запад острова Тавеуни.

## Использованная литература
- Народы и религии мира, под ред. В. А. Тишкова, М. — 1998.
- Народы мира, историко-этнографический справочник, М. — 1988.